# Утечка брома в Челябинске
Утечка брома в Челябинске — экологическая катастрофа, произошедшая 1 сентября 2011 года при пожаре и разгерметизации ёмкостей с бромом в грузовом вагоне на железнодорожной станции в городе Челябинск.

## История
Утечка произошла по первоначальным официальным данным в 05:35 местного времени на железнодорожной станции Челябинск-Главный недалеко от здания вокзала. Разбились 6 из 9 ёмкостей химикатов с едким бромом. Бром — галоген коричневого цвета, зловонный. В 1917 году его использовали в качестве газа немцами во время химических атак. По более поздним сведениям утечка была обнаружена железнодорожниками около трёх часов ночи местного времени, а в ранее указанное время, с задержкой на два часа, информация поступила в МЧС.
Предположительно, утечка произошла из-за повреждения 6 токсичных бутылей с бромом при столкновении вагонов в ходе роспуска на сортировочной горке состава, перевозившего это вещество. Под воздействием жидкого брома, являющегося сильным окислителем, деревянные ящики, в которых находились бутылки с бромом, воспламенились, а от возникшего огня началось кипение брома во всех остальных ёмкостях и плавление/выбивание крышек на них. Станцию затянул густой буро-коричневый туман испарений брома, переносимыми ветром испарениями была окутана прилегающая к станции часть Ленинского района. Сотрудниками ГИБДД было перекрыто на несколько часов движение по автодороге «Меридиан» и по автомобильному мосту через железнодорожные пути на участках, попавших в бромовое облако (при этом люди в машинах, уже оказавшихся на мосту, об опасности отравления предупреждены не были). Пожарными с использованием пожарных машин и пожарных поездов предпринимались действия по тушению возгорания и по осаждению бромового тумана распылением воды. Железнодорожный состав с дымящимся вагоном первоначально планировалось вывести на станцию Козырево вдали от города и в стороне от других населённых пунктов, однако он был выведен на станцию Челябинск-Южный на территории города Копейск, где к 14:00 местного времени утечка была ликвидирована.
Информация о произошедшем в средствах массовой информации в первые дни была представлена противоречиво — в одних источниках говорилось о сопровождавшем утечку пожаре (что было очевидно по образованию буро-коричневого дыма, указывающего на пары брома), в других говорится только о разливе брома без пожара. В первые дни сообщалось лишь о разбившихся 8—10 ёмкостях и официально озвучивалась утечка лишь 24—50 литров брома, информация о разгерметизации всех ёмкостей появилась лишь через неделю после аварии.
К 5 сентября повреждённые ёмкости с бромом были перегружены на восемь полуплатформ[неизвестный термин] с песком для возврата предприятию-поставщику, уцелевшие ёмкости были перегружены в спец-вагон для дальнейшей транспортировки предприятию-получателю.
22 октября, после того как было получено согласие «Росатома» на ввоз опасного груза на территорию атомного режимного объекта, аварийный вагон отправили из Копейска в ЗАТО Озёрск, где специалисты химкомбината «Маяк» произвели утилизацию брома.

## Пострадавшие
По информации на конец первого дня, к медикам обратились за помощью 103 человека, 42 госпитализированы. Под действием в основном северных ветров пострадал в первую очередь Ленинский район города, в некоторых школах отменили праздничные линейки в честь Дня знаний, их перенесли на 2 сентября.
На 2 сентября, по официальной информации, обратились за помощью 237 человек, в больницах Челябинска и Копейска — 55 человек
По информации журналистов «Нового Региона», количество отравившихся бромом гораздо больше официально объявленного: «железнодорожные службы обращались за медпомощью целыми отделами. В ведомственную больницу МВД доставили около 80 сотрудников ГИБДД»
В ходе следствия спустя полгода признано потерпевшими 102 человека. Установлено, что здоровью 17 из них причинен лёгкий вред, 35 — перенесли различные заболевания.

## Уголовное дело
Прокуратура возбудила уголовное дело по статье 247. Спустя полгода следствие передало в суд дело по статьям 247 и 263 уголовного кодекса против дежурного по станции Сергея Абрамова. 31 мая 2012 года Абрамов, полностью признавший свою вину, был осуждён на 1,5 года с отбыванием срока в колонии-поселении.

## Действия властей
После обнаружения катастрофы извещение населения своевременно не проводилось, централизованной отмены праздничных школьных линеек на открытом воздухе не осуществлялось (отмену произвели школьные администрации самостоятельно) В средствах массовой информации администрацией города преуменьшались масштабы аварии, вплоть до заявлений министра радиационной и экологической безопасности Челябинской области Александра Галичина «категорийность ситуации — техническая, о чрезвычайном происшествии речи не идёт. Бром может повлиять на самочувствие, но не на здоровье людей». Официально было объявлено об утечке лишь от 24 до 50 литров брома из более чем 12 000 литров, находившихся в вагоне, что резко контрастировало с гигантскими размерами и многочасовой продолжительностью дымного облака на фотографиях и видеозаписях, представленных средствами массовой информации и с использованием под перевозку разбитых ёмкостей сразу восьми железнодорожных полу-платформ.
В условиях дефицита и неправдоподобности официальной информации происходило стихийное распространение информации и слухов среди населения, в том числе через интернет.
В день катастрофы губернатор Челябинской области Михаил Юревич уехал из города в командировку в Троицк. Эта поездка была запланирована у него за год.

## Оценки
Глава МЧС Сергей Шойгу отметил, что меры по ликвидации утечки брома были приняты достаточно оперативно.